# Внерелигиозная духовность
Внерелигио́зная духо́вность (нерелигио́зная духо́вность, нецерко́вная духо́вность) — социокультурный феномен, получивший распространение вслед за отделением церкви от государства, и проявленный в общественном сознании через различение понятий религиозности, конфессиональности, воцерковленности, с одной стороны, и духовности, с другой.
Вопреки тому, что в эпоху государственных религий слова духовность и религиозность использовались как взаимозаменяемые, в условиях светского государства духовное начинают относить (особенно на Западе) ко внутренней жизни отдельной личности (часто в духе Нью Эйдж), тогда как религиозное — к отдельным организациям и сообществам.

## История явления на Западе
С начала 1990-х годов социологи и психологи религии фиксируют появление среди респондентов в США и Европе группы респондентов, осознающих себя как духовные, но не религиозные. Слово «духовность» приобретает популярность на политическом, публицистическом, научном уровнях. Впервые об этой группе заговорили на примере американских «бэби-бумеров» первого послевоенного поколения, обнаруживая у них непривычно высокий уровень индивидуализма, неприятия религиозных институтов и стремления к поиску личного опыта.
Опросы показывают, что группа духовных, но не религиозных респондентов почти всегда неоднородна, и объединяющим для них фактором является не общее понимание духовности, а скорее общее недоверчивое отношение к религии. При этом лишь небольшая их часть является активными «бриколерами», то есть конструируют собственную систему взглядов, используя для этого элементы восточных и западных религий, системы взглядов Нью Эйдж, нерелигиозные источники.
В странах Запада исследователи отмечают связь нецерковной духовности с феминистской духовной и религиозной мыслью и духовностью, построенной на идеях экологии, а также с такими социокультурными течениями как неоязычество, викканство, шаманство, друидизм, геянство, научная фантастика и практиками, такими как обрядовая магия, астрология, спиритуализм, гадание на картах Таро, Книге Перемен. Также общими для данных социокультурных феноменов являются практики медитации (как, например, медитация осознанности и трансцендентальная медитация).

## Криминализация внерелигиозной духовности
В России до середины XIX века религиозные вопросы для основного населения проходили по ведомству православного вероисповедания, любые отпадения от государственной религиозной практики рассматривались с точки зрения уголовного права как «духовные преступления».
За XVII—XVIII века в российских архивах набирается несколько сотен дел «за колдовство», причём наибольшее число приходится на царствование императрицы Елизаветы Петровны.
Статьи с соответствующими карами ещё предусматривались в первом Своде законов Российской империи 1832 года, несмотря на то, что были подготовлены прогрессивным реформатором М. М. Сперанским. В последующих редакциях значительно сократились, в частности, глава «О подложном проявлении чудес, лжепредсказаниях, колдовстве и чародействе» уже отсутствует в редакции 1857 года.
Во многих странах начала XXI века, даже декларирующих отделение церкви от государства, сохраняется понятие преступления против религии и соответствующее правоприменение. Так, в 12 странах мира предусмотрена смертная казнь за «вероотступничество» — под определение которого могут попадать не только выход из официальной религии с целью её замены другой или отказ от религиозности, но и любые проявления внерелигиозной духовности.